# Saint-Hilaire-d’Estissac
Saint-Hilaire-d’Estissac ist eine französische Gemeinde mit 126 Einwohnern (Stand 1. Januar 2022) im Département Dordogne in der Region Nouvelle-Aquitaine (vor 2016: Aquitanien). Die Gemeinde gehört zum Arrondissement Périgueux (bis 2016: Bergerac) und zum Kanton Périgord Central.
Der Name in der okzitanischen Sprache lautet Sent Alari d’Estiçac und leitet sich vom heiligen Hilarius von Poitiers ab. Der Zusatz „Estissac“ stammt vermutlich von einem Landgut, das in gallorömischer Zeit einem „Asticius“ gehörte.
Die Einwohner werden Saint-Hilairois und Saint-Hilairoises genannt.

## Geographie
Saint-Hilaire-d’Estissac liegt ca. 25 Kilometer südwestlich von Périgueux und ca. 20 Kilometer nördlich von Bergerac im Gebiet Landais der historischen Provinz Périgord.
Umgeben wird Saint-Hilaire-d’Estissac von den Nachbargemeinden:
|       | Saint-Jean-d’Estissac                       |             |
| Issac | Kompassrose, die auf Nachbargemeinden zeigt | Villamblard |
|       | Beleymas                                    |             |

Saint-Hilaire-d’Estissac liegt im Einzugsgebiet des Flusses Dordogne.
Die Crempse, ein Nebenfluss der Isle, durchquert das Gebiet der Gemeinde zusammen mit ihren Nebenflüssen, dem Roy und dem Estissac.

## Wappen
Das Wappen lässt sich folgendermaßen interpretieren: Das Wappen in der heraldisch rechten oberen Ecke erinnert an die Zugehörigkeit der Pfarrgemeinde zu der früheren Kastellanei Estissac. Der grüne Hintergrund weist auf den Wald des Landais hin, in dessen Gebiet sich die Gemeinde befindet. Die Figur zeigt den heiligen Hilarius, Bischof von Poitiers und Schutzpatron gegen Schlangenbiss. Aus diesem Grund werden zu beiden Seiten Schlangen dargestellt.

## Einwohnerentwicklung

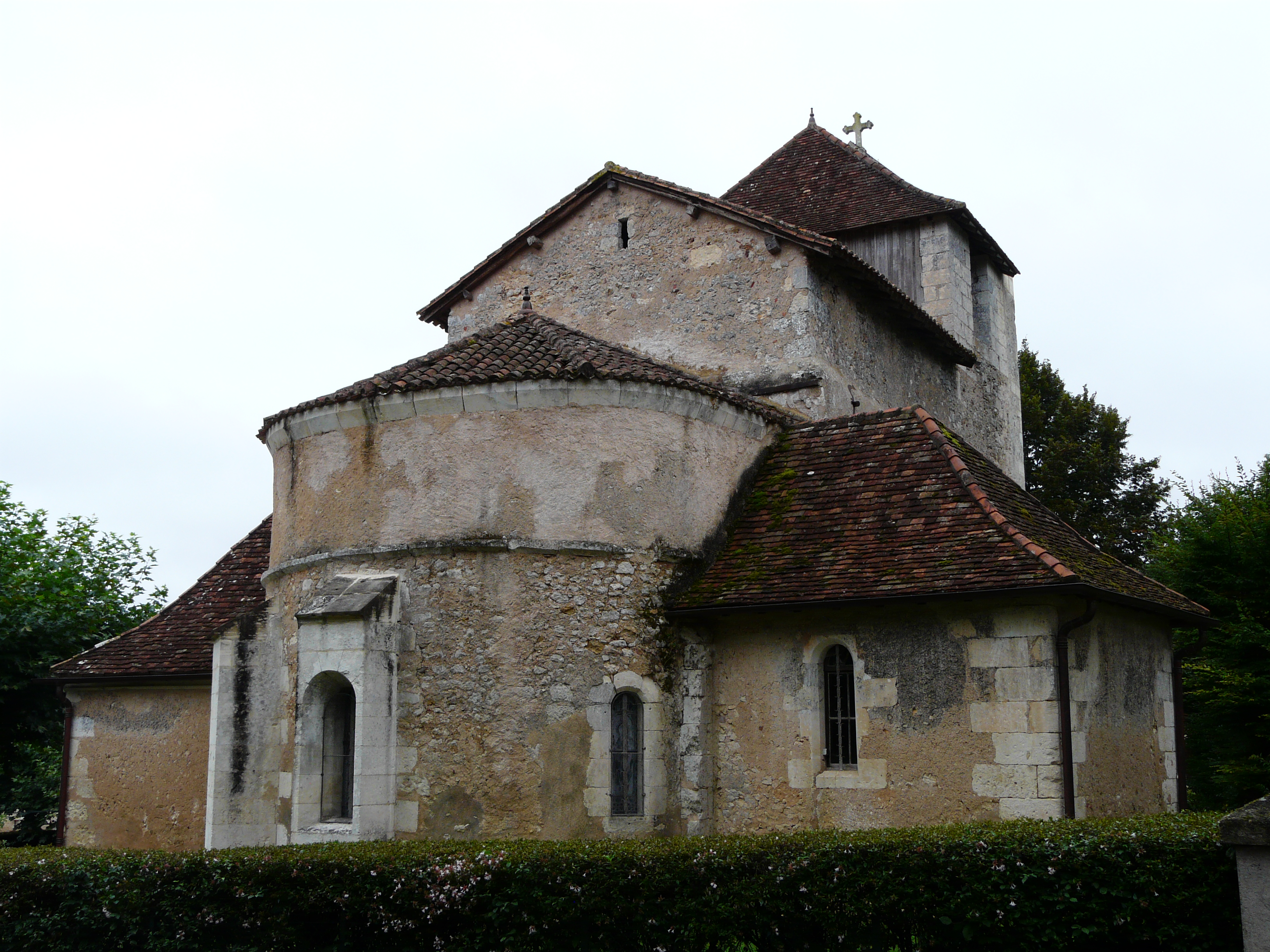
Pfarrkirche Saint-Hilaire

Nach Beginn der Aufzeichnungen stieg die Einwohnerzahl in der Mitte des 19. Jahrhunderts auf einen Höchststand von rund 425. In der Folgezeit sank die Größe der Gemeinde bei kurzen Erholungsphasen bis zu den 1980er Jahren auf rund 85 Einwohner, bevor sie sich auf einem Niveau von rund 110 Einwohnern stabilisierte, das bis heute gehalten wird.
| Jahr      | 1962 | 1968 | 1975 | 1982 | 1990 | 1999 | 2006 | 2011 | 2022 |
| --------- | ---- | ---- | ---- | ---- | ---- | ---- | ---- | ---- | ---- |
| Einwohner | 127  | 111  | 89   | 87   | 110  | 114  | 112  | 111  | 126  |

## Sehenswürdigkeiten
- Pfarrkirche Saint-Hilaire aus dem 12. Jahrhundert, als Monument historique eingeschrieben
- Schloss La Rigaudie aus dem 12. Jahrhundert

## Wirtschaft und Infrastruktur
Die Landwirtschaft mit den Faktoren Ackerbau und Viehzucht ist der wichtigste Wirtschaftsfaktor der Gemeinde.
Saint-Hilaire-d’Estissac liegt in der Zone AOC des Nussöls des Périgord.

### Verkehr
Saint-Hilaire-d’Estissac ist erreichbar über die Routes départementales 4 und 38 sowie über Nebenstraßen, die von der Route départementale 39 abzweigen.